# Andrea Pinamonti
Andrea Pinamonti (Cles, 19 de mayo de 1999) es un futbolista italiano que juega de delantero en la U. S. Sassuolo Calcio de la Serie A de Italia.

## Trayectoria
Hizo su debut sénior para el Inter el 8 de diciembre de 2016, con 17 años, contra el A. C. Sparta Praga en el último partido de la fase de grupos de la Liga Europa de la UEFA 2016-17. Fue titular, ayudando al Inter a ganar 2-1. El 12 de febrero de 2017 hizo su debut en la Serie A, con victoria del Inter por 2–0 contra el Empoli F. C. en San Siro.
En la temporada 2017-18 se convirtió en miembro del primer equipo, pero continuó jugando la Liga Juvenil de la UEFA con el Inter sub-19.

### Frosinone (cesión)
El 17 de agosto de 2018 se unió al Frosinone Calcio hasta el 30 de junio de 2019. Marcó su primer gol en la Serie A el 28 de octubre frente al SPAL.

## Selección nacional
Fue seleccionado por Italia sub-17 para el Campeonato Europeo Sub-17 de la UEFA 2016, torneo en que marcó un gol.
Con Italia sub-19 participó en el Campeonato Europeo de la UEFA Sub-19 2018, perdiendo la final 4–3 después de la prórroga contra la selección de Portugal.
Fue el capitán de Italia sub-20 en la Copa Mundial de Fútbol Sub-20 de 2019 marcando cuatro goles en seis partidos, para alcanzar con Italia las semifinales del campeonato.
En junio de 2019 fue convocado para la Eurocopa Sub-21 de 2019, pero tuvo que dejar el campeonato debido a una lesión de rodilla que sufrió en el Mundial sub-20.
El 16 de noviembre de 2022 realizó su debut con la selección absoluta en un amistoso contra Albania que ganaron por uno a tres.

#### Participaciones en Copas del Mundo
| Mundial                     | Sede    | Resultado    | Partidos | Goles |
| --------------------------- | ------- | ------------ | -------- | ----- |
| Copa Mundial Sub-20 de 2019 | Polonia | Cuarto lugar | 6        | 4     |

## Estadísticas

### Clubes
Actualizado al último partido disputado el 7 de noviembre de 2024.
| Club                           | Div.          | Temporada     | Liga  | Liga  | Liga   | Copas nacionales | Copas nacionales | Copas nacionales | Copas internacionales | Copas internacionales | Copas internacionales | Total | Total | Total  |
| Club                           | Div.          | Temporada     | Part. | Goles | Asist. | Part.            | Goles            | Asist.           | Part.                 | Goles                 | Asist.                | Part. | Goles | Asist. |
| ------------------------------ | ------------- | ------------- | ----- | ----- | ------ | ---------------- | ---------------- | ---------------- | --------------------- | --------------------- | --------------------- | ----- | ----- | ------ |
| Inter de Milán · Italia        | 1.ª           | 2016-17       | 2     | 0     | 0      | 0                | 0                | 0                | 1                     | 0                     | 0                     | 3     | 0     | 0      |
| Inter de Milán · Italia        | 1.ª           | 2017-18       | 1     | 0     | 0      | 1                | 0                | 0                | 0                     | 0                     | 0                     | 2     | 0     | 0      |
| Frosinone Calcio · Italia      | 1.ª           | 2018-19       | 27    | 5     | 3      | 0                | 0                | 0                | —                     | —                     | —                     | 27    | 5     | 3      |
| Frosinone Calcio · Italia      | Total club    | Total club    | 27    | 5     | 3      | 0                | 0                | 0                | 0                     | 0                     | 0                     | 27    | 5     | 3      |
| Genoa C. F. C. · Italia        | 1.ª           | 2019-20       | 32    | 5     | 1      | 2                | 2                | 0                | —                     | —                     | —                     | 34    | 7     | 1      |
| Inter de Milán · Italia        | 1.ª           | 2020-21       | 8     | 1     | 0      | 1                | 0                | 0                | 1                     | 0                     | 0                     | 10    | 1     | 0      |
| Inter de Milán · Italia        | Total club    | Total club    | 11    | 1     | 0      | 2                | 0                | 0                | 2                     | 0                     | 0                     | 15    | 1     | 0      |
| Empoli F. C. · Italia          | 1.ª           | 2021-22       | 36    | 13    | 2      | 1                | 0                | 0                | —                     | —                     | —                     | 37    | 13    | 2      |
| Empoli F. C. · Italia          | Total club    | Total club    | 36    | 13    | 2      | 1                | 0                | 0                | 0                     | 0                     | 0                     | 37    | 13    | 2      |
| U. S. Sassuolo Calcio · Italia | 1.ª           | 2022-23       | 32    | 5     | 0      | 0                | 0                | 0                | —                     | —                     | —                     | 32    | 5     | 0      |
| U. S. Sassuolo Calcio · Italia | 1.ª           | 2023-24       | 38    | 11    | 1      | 2                | 1                | 0                | —                     | —                     | —                     | 40    | 12    | 1      |
| U. S. Sassuolo Calcio · Italia | Total club    | Total club    | 70    | 16    | 1      | 2                | 1                | 0                | 0                     | 0                     | 0                     | 72    | 17    | 1      |
| Genoa C. F. C. · Italia        | 1.ª           | 2024-25       | 11    | 4     | 1      | 1                | 0                | 0                | —                     | —                     | —                     | 12    | 4     | 1      |
| Genoa C. F. C. · Italia        | Total club    | Total club    | 43    | 9     | 2      | 3                | 2                | 0                | 0                     | 0                     | 0                     | 46    | 11    | 2      |
| Total carrera                  | Total carrera | Total carrera | 187   | 44    | 8      | 8                | 3                | 0                | 2                     | 0                     | 0                     | 197   | 47    | 8      |

## Palmarés

### Títulos nacionales
| Título  | Club           | País   | Año     |
| ------- | -------------- | ------ | ------- |
| Serie A | Inter de Milán | Italia | 2020-21 |